# Darßer Naturfilmfestival
Das Darßer NaturfilmFestival ist ein Filmfestival für Natur- und Umweltfilm, das seit dem Jahr 2005 jedes Jahr im Herbst auf der Ostseehalbinsel Fischland-Darß-Zingst stattfindet. Seit 2008 wird auf dem Festival der Deutsche NaturfilmPreis durch die Deutsche NaturfilmStiftung vergeben.

## Das Festival

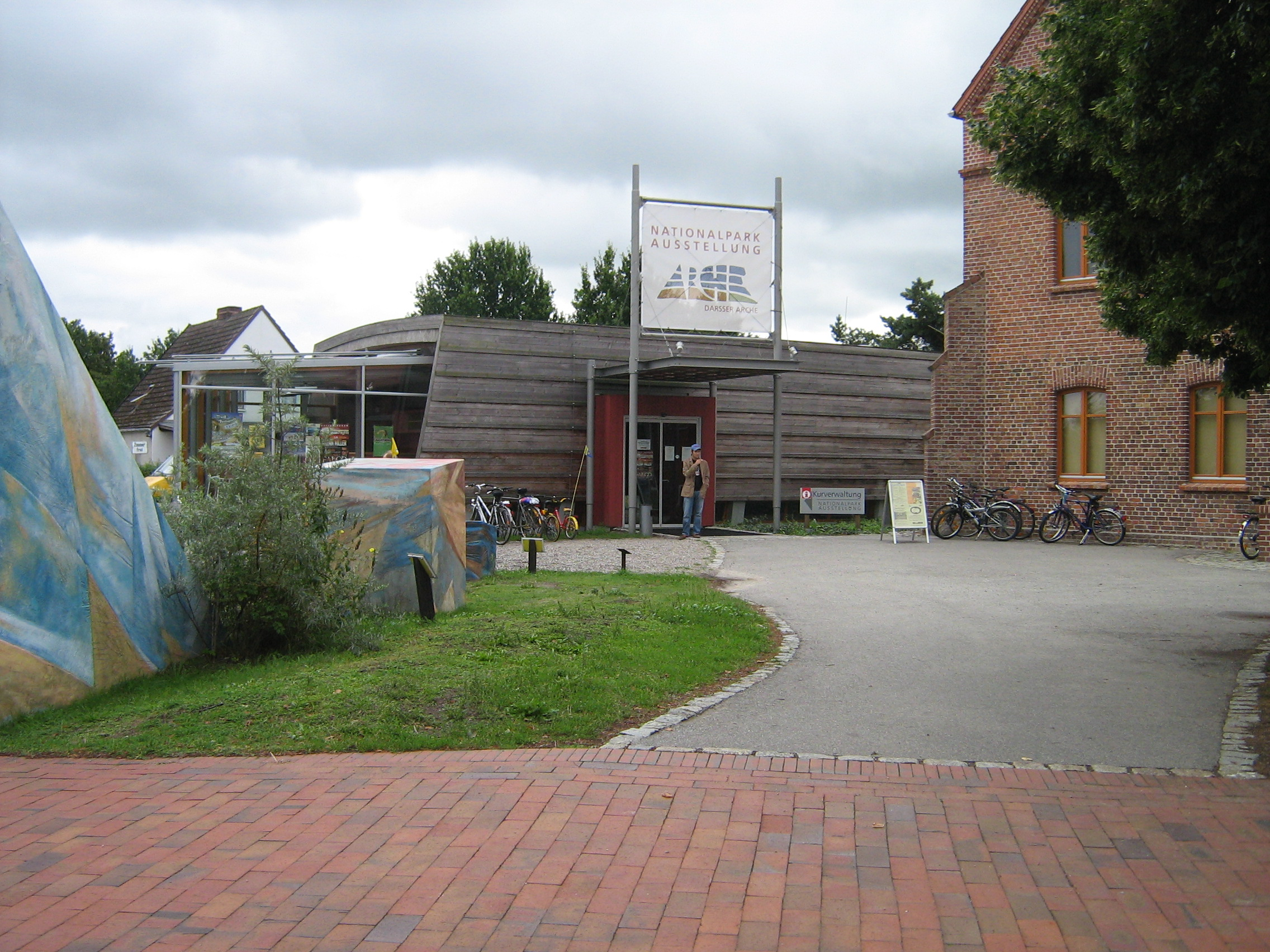
Die Darßer Arche, eine der drei Spielstätten des Festivals

Das Darßer NaturfilmFestival wurde anlässlich des 15. Geburtstages des Nationalparks Vorpommersche Boddenlandschaft ins Leben gerufen und erstmals 2005 veranstaltet. Ausgerichtet wird das Festival von der Deutschen NaturfilmStiftung. Die Spielorte des Festivals sind Prerow, Wieck, Born, Zingst und Ahrenshoop sowie das Ozeaneum in der Hansestadt Stralsund. Das Festival hat ein überregionales Publikum, das den touristisch bedeutsamen Darß mit dem Nationalpark während des Kranichzugs besucht.

## Der Deutsche NaturfilmPreis
Der Deutsche NaturfilmPreis wird in fünf Kategorien vergeben, deren Einzelpreise mit insgesamt 26.000 Euro dotiert sind. Die Ehrung für Filmschaffende hat das Ziel, das Genre Naturfilm für Filmschaffende, Sender, das Publikum, aber auch für Naturschutz und Politik zugänglicher zu machen. Die beiden Kategorien für die Hauptpreise heißen „Wildnis Natur“ und „Mensch und Natur“. In der ersten Kategorie laufen Naturfilme – von der Tiermonografie bis zum Landschaftsporträt. In der Kategorie „Mensch und Natur“ prämiert die Stiftung umweltpolitische Dokumentarfilme. Dann folgen Jury-Preise für herausragende Leistungen und der Preis der Kinder- und Jugendjury sowie eine Publikumswahl.
| Jahr | Auszeichnung | Film | Regie |
| ---- | --- | --- | --- |
| 2024 | Bester Film: Wildnis Natur | Die geheime Welt der Tiere – Zwischen Wasser und Wald | Axel Gebauer |
| 2024 | Bester Film: Mensch und Natur | Bärenalarm in Transsilvanien | Boas Schwarz |
| 2024 | Jurypreis für herausragende Leistungen: Filmmusik | Ungezähmt – Im Fluss des Lebens | Uwe Müller |
| 2024 | Jurypreis für herausragende Leistungen: Kamera | Vietnams geheimnisvoller Norden – Im Reich der Bergwälder | Johannes Berger, Heike Grebe, Stephan Krasser, Michael Riegler |
| 2024 | Jurypreis für herausragende Leistungen: Vermittlung ökologischer Zusammenhänge | Wunderwelt Seegraswiesen – Klimaretter, Kinderstube, Küstenschutz | Florian Guthknecht |
| 2024 | Publikumswahl | Bartgeier – Die Knochenfresser kommen | Bernhard Rübe |
| 2024 | Preis der Kinder- und Jugendjury | Bärenalarm in Transsilvanien | Boas Schwarz |
| 2023 | Bester Film: Wildnis Natur | Nashörner – Mit Herz und Horn | Rosie Koch und Roland Gockel |
| 2023 | Bester Film: Mensch und Natur | Holy Shit – Entscheidend ist, was hinten rauskommt | Rubén Abruña |
| 2023 | Jury-Preis für herausragende Leistungen: Innovation | Kaktus Hotel | Yann Sochaczewski |
| 2023 | Jury-Preis für herausragende Leistungen: Tierverhalten | Wildes Argentinien – Gefährliche Küste | Christian Baumeister, Moritz Mayerle |
| 2023 | Jury-Preis für herausragende Leistungen: Naturschutz | Wildwechsel – Tiere auf Achse | Herbert Ostwald |
| 2023 | Publikumswahl | Holy Shit – Entscheidend ist, was hinten rauskommt | Rubén Abruña |
| 2023 | Preis der Kinder- und Jugendjury | Unsere Meere – Naturwunder Nordsee | Thomas Behrend |
| 2022 | Bester Film: Wildnis Natur Bester Film: Mensch und Natur Jury-Preis für herausragende Leistungen Publikumswahl Preis der Kinder- und Jugendjury | Naturwunder Gemüsegarten – Die große Welt der kleinen Tiere LAND Planet without Apes Im Zaubertal der Kröten Die Igelretter aus dem Piemont | Guilaine Bergeret, Rémi Rappe Timo Großpietsch Felix Meschede, Manuel Daubenberger Angela Graas-Castor Rosie Koch                                                            |
| 2021 | Bester Film: Wildnis Natur Bester Film: Mensch und Natur Jury-Preis für herausragende Leistungen: Langzeitbeobachtung von Tierverhalten Jury-Preis für herausragende Leistungen: Produktion Jury-Preis für herausragende Leistungen: Lebenswerk Publikumswahl Preis der Kinder- und Jugendjury | Das geheime Leben der Rothirsche Die Odyssee der Großtrappen Die Wolfsaga – 20 Jahre Wölfe in Deutschland Expedition Arktis – Ein Jahr. Ein Schiff. Im Eis. Im Reich der Auen – Die Oker #dieselgate Die Wolfsaga – 20 Jahre Wölfe in Deutschland                                       | Axel Gebauer Henry M. Mix, Boas Schwarz Herbert Ostwald Philipp Grieß Georg Rüppell, Dagmar Hilfert-Rüppell Johan von Mirbach Herbert Ostwald                                |
| 2020 | Bester Film: Wildnis Natur Bester Film: Mensch und Natur Jury-Preis für herausragende Leistungen: Deutsche Naturgeschichte Jury-Preis für herausragende Leistungen: Sprecher und Buch Publikumswahl Preis der Kinderjury                                                                       | Im Reich der Wolga – Ein Strom wird geboren Auf dünnem Eis (Rentiere auf dünnem Eis) Der Harz – Im Wald der Luchse Im Reich der Wolga – Ein Strom wird geboren Auf dünnem Eis (Rentiere auf dünnem Eis) Im Reich der Wolga – Ein Strom wird geboren                                     | Henry M. Mix Boas Schwarz, Henry M. Mix Uwe Anders Wladimir Kaminer, Henry M. Mix Boas Schwarz, Henry M. Mix Henry M. Mix                                                    |
| 2019 | Bester Film: Wildnis Natur Bester Film: Mensch und Natur Jury-Preis für herausragende Leistungen: Beste Kamera Jury-Preis für herausragende Leistungen: Bestes Sounddesign Publikumswahl Preis der Kinderjury                                                                                  | Wilde Nächte – Wenn die Tiere erwachen Naturparadiese mit Zukunft: Kongo – Schutz für den Gorillawald Die verrückte Welt der Hörnchen Die Weihnachtsinsel und der Palmendieb Die verrückte Welt der Hörnchen Magisches Island – Leben auf der größten Vulkaninsel der Welt              | Uwe Müller Thomas Weidenbach Yann Sochaczewski Sven-Michael Bluhm, Oliver Heuss Yann Sochaczewski Jan Haft                                                                   |
| 2018 | Bester Film: Wildnis Natur Bester Film: Mensch und Natur Jury-Preis für herausragende Leistungen: Beste Story Jury-Preis für herausragende Leistungen: Bestes Tierverhalten Jury-Preis für herausragende Leistungen: Beste Visualisierung Publikumswahl Preis der Kinderjury                   | Magie der Fjorde Die geheimen Machenschaften der Ölindustrie White Wolves – Ghosts of the Arctic Überraschungseier – Neues von Kuckuck und Co. Terra X – Unsere Wälder 360° GEO Reportage – Der Lachszähler von Kanada Magie der Fjorde                                                 | Jan Haft Johan von Mirbach Oliver Goetzl Volker Arzt, Angelika Sigl Petra Höfer, Freddie Röckenhaus Rosie Koch, Roland Gockel Jan Haft                                       |
| 2017 | Bester Film: Wildnis Natur Bester Film: Mensch und Natur Jury-Preis für herausragende Leistungen: Beste Kamera Jury-Preis für herausragende Leistungen: Bestes Buch Publikumswahl Preis der Kinderjury                                                                                         | Megeti – Africa´s Lost Wolf Biene Majas wilde Schwestern Wildes Neuseeland – Im Reich der Extreme Lemminge – Kleine Giganten Zugvögel – Kundschafter in fernen Welten Amerikas Flüsse – Der Los Angeles River Biene Majas wilde Schwestern                                              | Yann Sochaczewski Jan Haft Robert Morgenstern und Team Zoltán Török Petra Höfer, Freddie Röckenhaus Katja Esson Jan Haft                                                     |
| 2016 | Bester Film: Wildnis Natur Bester Film: Mensch und Natur | Magie der Moore Die Eroberung der Weltmeere | Jan Haft Max Mönch, Alexander Lahl |
| 2015 | Bester Film: Wildnis Natur Bester Film: Mensch und Natur | Amerikas Naturwunder – Saguaro Der letzte Raubzug | Henry M. Mix, Yann Sochaczewski Jakob Kneser |
| 2014 | Bester Film: Wildnis Natur Bester Film: Mensch und Natur Publikumswahl Sonderpreis der Jury Preis der Kinderjury CAMäleon Jugendfilmpreis der Heinz Sielmann Stiftung Bester Naturfilm (12–15 Jahre) Bester Naturfilm (16–18 Jahre) Bester Naturclip (12–18 Jahre)                             | Australien – Im Reich der Riesenkängurus Natur unter Beschuss Kleiner Langschläfer hellwach – die Haselmaus Superhirn im Federkleid – Kluge Vögel im Duell Natur unter Beschuss Ein Tag im Naturparadies Warnowtal Der Wald mit neuen Augen, Die erste Brut Bring Deine Welt zum Blühen | Thoralf Grospitz, Jens Westphalen Max Mönch Joachim Hinz, Beatrix Stoepel Volker Arzt, Angelika Sigl Max Mönch Tadeo Hepperle Johannes und Philipp Mickenbecker Karin Lorenz |
| 2013 | Bester Film: Wildnis Natur Bester Film: Mensch und Natur Publikumswahl Sonderpreis der Jury Preis der Kinderjury CAMäleon Jugendfilmpreis der Heinz Sielmann Stiftung Bester Naturfilm (12–15 Jahre) Bester Naturfilm (16–18 Jahre) Bester Naturclip (12–18 Jahre)                             | Wildes Deutschland – Die Lausitz More than Honey Bruno, der Bär ohne Pass Die Natur im Waisenhaus – Rückkehr der Wilderei Das Jahr der Wildkaninchen Berlin erlebt den Frühling Natur                                                                                                   | Henry M. Mix Markus Imhoof Herbert Ostwald Daniel Haase Hannah Krämer, Lea-Lina Oppermann Adrian Bothe Aaron Zimmermann                                                      |
| 2012 | Bester Film Wildnis Natur Mensch und Natur Publikumswahl Preis der Kinderjury Sonderpreis der Jury Lebenswerk | Raising Resistance Held aus dem Dschungelbuch – Der Lippenbär Wildes Deutschland – Der Bayerische Wald Herz des Himmels, Herz der Erde Wildes Deutschland – Die Sächsische Schweiz Jonathan –                                                                                           | Bettina Borgfeld, David Bernet Oliver Goetzl Jürgen Eichinger Frauke Sandig, Eric Black Henry M. Mix Sarah Sandring Siegfried Bergmann                                       |
| 2011 | Bester Film Tiere und Lebensräume Umwelt und Nachhaltigkeit Publikumswahl Preis der Kinderjury Sonderpreis der Jury | Wildes Skandinavien – Norwegen Amazonas – Alarm im Regenwald Scharfe Schoten – Dicke Rüssel Kluge Pflanzen Jaenicke im Einsatz für Gorillas Kluge Pflanzen | Jan Haft Christian Baumeister Herbert Ostwald Volker Arzt Judith Adlhoch Volker Arzt                                                                                         |
| 2010 | 1. Preis 2. Preis 3. Preis Publikumspreis, 1. Preis Publikumspreis, 2. Preis Publikumspreis, 3. Preis | Das Kornfeld – Dschungel für einen Sommer Pottwal Ahoi! Mit Moby Dick auf Tiefsee-Tauchgang Bama der Gorillamann – Abenteuer in Kamerun Das Kornfeld – Dschungel für einen Sommer Wilde Pyrenäen – Berge des Lichts Wildes Japan – Schneeaffen und Vulkane                              | Jan Haft Volker Barth Ernst Sasse, Nicky Lankester Jan Haft Jürgen Eichinger Thoralf Grospitz, Jens Westphalen                                                               |
| 2009 | 1. Preis 2. Preis 3. Preis | Wo Wildnis erwacht – Der erweiterte Nationalpark Bayerischer Wald Wildes Russland – Der ferne Osten Wildes Russland – Der Ural | Jürgen Eichinger Henry M. Mix Oliver Goetzl |
| 2008 | 1. Preis 2. Preis 3. Preis | Das Geheimnis der Buckelwale Goldene Wachau – Schatz an der Donau Sulawesi, die Regenwaldinsel – Tiefland und Korallenmeer | Daniel Opitz Jürgen Eichinger Walter Sigl |